# Vejlegården-konflikten
 Ikke at forveksle med Vejlegård.
Vejlegården-konflikten var en dansk faglig konflikt, der omhandlede Restaurant Vejlegården, en restaurant på Toldbodvej ved Vejle Å i Vejle. I 2012 var restauranten udsat for en faglig blokade fra fagforbundet 3F, da restauranten ikke ville indgå en overenskomst med forbundet. Virksomheden var ved overtagelsen omfattet af overenskomst med 3F, men den valgte Forpagteren Amin Skov Bedrbeigi at opsige i november 2011 og meldte sig i stedet ind i Kristelig Arbejdsgiverforening for i stedet at blive omfattet af den mere lempelige overenskomst mellem Kristelig Arbejdsgiverforening og Krifa. 
Blokaden var vidt omtalt i de danske medier under sommeren 2012 - foranlediget af, at Vejle Amts Folkeblad ikke måtte trykke annoncer fra restauranten. Og blokaden førte til støtteaktioner for både restauranten og fagforeningen og derudover en diskussion om fagforeningernes konfliktmidler og berettigelse.

## Konflikten
Restaurant Vejlegårdens tidligere forpagter gik konkurs i september 2011.
Forpagteren Amin Skov Badrbeigi startede nyt firma som Restaurant Vejlegården i oktober 2011, hvor det stiftedes som ApS.
Nogle af de tidligere medarbejdere af restaurant Vejlegården fik tilbudt stilling i det nye ApS. 3 tidligere medarbejdere valgte at gå andre veje. Heraf var de 2 organiserede i 3F, den sidste i Frie Funktionærer.
Amin Skov Badrbeigi meldte sig ind i Kristelig Arbejdsgiverforening og tegnede derigennem overenskomst med Kristelig Fagforening (Krifa).
Konflikten blev af 3F varslet i December 2011 og blev iværksat i marts 2012.
3F's og Krifas overenskomster adskilte sig blandt andet ved at mindstelønnen for ufaglærte var lavere i KA/Krifa-overenskomsten end i 3F/HORESTA-overenskomsten, mens eksempelvis barselsperioden er væsentlig længere i Vejlegårdens nye overenskomst. Den 19. marts 2012 begyndte 3F med blokadevagter ved restauranten, og den 13. april inddroges øvrige LO-fagforeninger i sympatikonflikter.
Flere personer fra Venstre, heriblandt Kristian Jensen og beskæftigelsesminister Inger Støjberg, besøgte restauranten den 24. marts angiveligt for at undersøge muligheden for at bruge sagen som en case for et forslag om begrænsning af blokaderetten.
Sagen førte også til en usædvanlig eskalering i juli, hvor 3F's, LO's og HK's hjemmesider blev angrebet af hackere og Amin Skov modtog trusselsbreve.
Ydermere fik formanden for 3F, Poul Erik Skov Christensen trusler om brandbomber og restaurant-ejeren modtog en patron med posten. 
Flere politiske partier og deres ungdomsorganisationer tog også del i konflikten.
Da blokaden begyndte den 19. marts organiserede Venstres Ungdom og Liberal Alliances Ungdom en moddemonstration.
SFU udsendte en støtteerklæring til fordel for fagforeningen, og SFU-medlemmer tog til Vejle for at vise opbakning.
Med baggrund i konflikten påpegede arbejdsmarkedsordfører for Radikale Venstre, Nadeem Farooq, at den danske konkurrenceevne i forhold til Tyskland var blevet markant dårligere grundet Danmarks høje lønniveau og kaldte den danske flexicurity-model for "dyr" og "dysfunktionel".
Liberal Alliance valgte at flytte deres pressemøde efter deres sommergruppemøde den 3. august til Restaurant Vejlegården for at markere støtte til restauranten.
Venstre og Dansk Folkeparti fremsatte som følge af konflikten et fælles beslutningsforslag om at forbyde blokader mod virksomheder der havde overenskomst med en konkurrerende fagforening.
Den 8. august deltog omkring 2.000 i en fredelig demonstration mod Restaurant Vejlegården.

## Branden
Den 21. december 2012 opstod en brand på restauranten. 
Amin Skov befandt sig på daværende tidspunkt i restauranten og blev efterfølgende indlagt på intensivafdelingen på hospitalet.
Skov blev efterfølgende sigtet i sagen, men i juli 2013 frafaldt politiet sigtelsen.